# Ora iQ

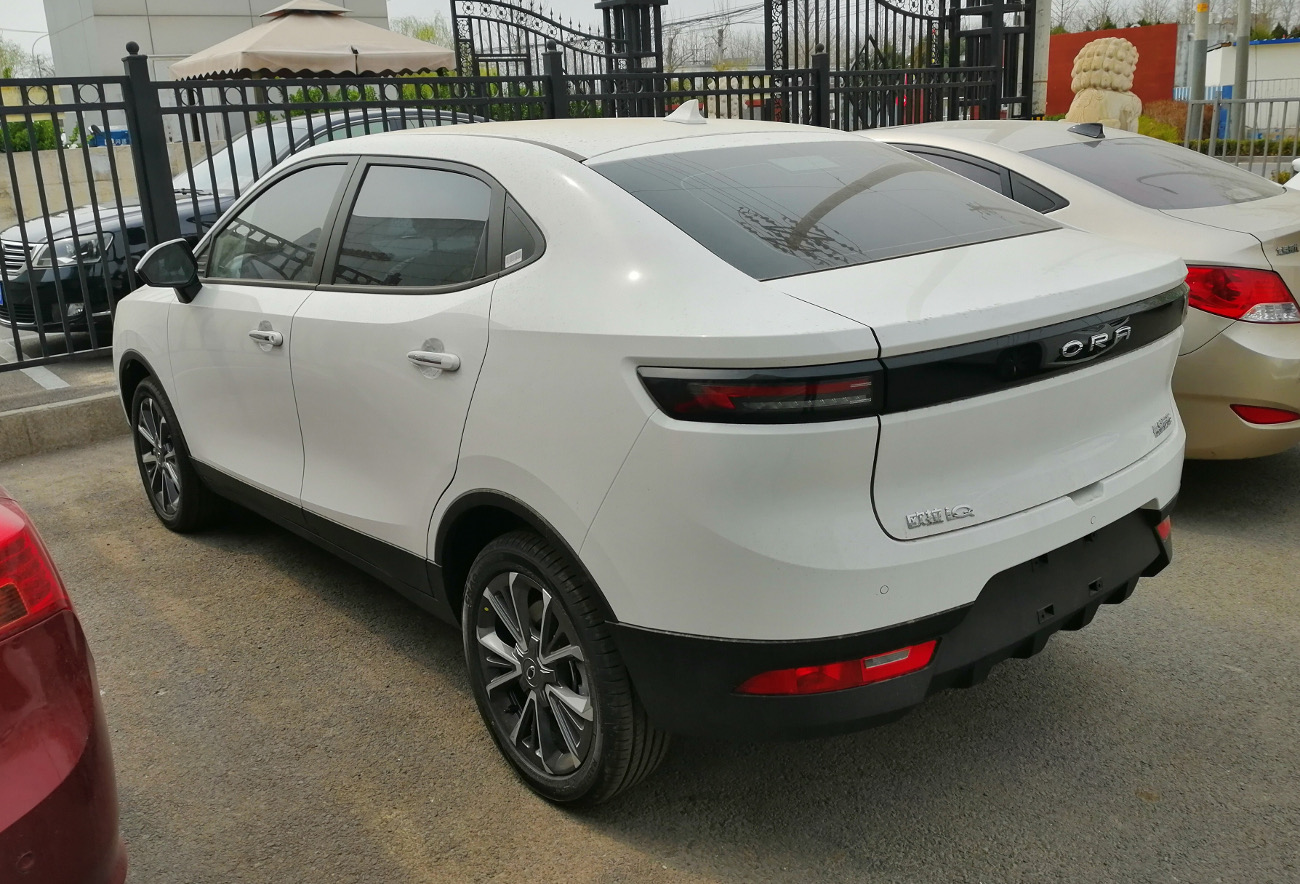
Heckansicht

Der Ora iQ ist eine Fließheck-Limousine der zum chinesischen Automobilhersteller Great Wall Motor gehörenden Elektroauto-Marke Ora. Wie der Polestar 2 ist das Fahrzeug höher als konventionelle Limousinen. 

## Geschichte
Das Fahrzeug hatte seine Premiere auf der Chengdu Motorshow im August 2018 und wurde ab November 2018 in China verkauft. Es soll zu einem vergleichsweise günstigen Kaufpreis von nur knapp über 13.000 US-Dollar auf den Markt kommen, wobei hier Subventionen bereits eingerechnet sind. Es sollen bereits rund 4000 Vorbestellungen vorliegen.

## Technische Daten
Angetrieben wird der iQ von einem Elektromotor mit einer Leistung von 120 kW bzw. 163 PS. Das maximale Drehmoment beträgt 280 Nm. Die Reichweite soll 360 km betragen.